# Colonne aux volontaires de 1830
La colonne aux volontaires de 1830 est un mémorial de style néo-classique érigé sur le territoire de la ville belge de Nivelles, dans la province du Brabant wallon.

## Localisation
La colonne aux volontaires de 1830 se situe au sud-est du centre-ville de Nivelles, au croisement de la rue de Saintes et de la rue de Charleroi, à quelques dizaines de mètres au sud du couvent des Récollets de Nivelles et à l'ouest du monument aux morts des deux guerres mondiales (esplanade du Souvenir).

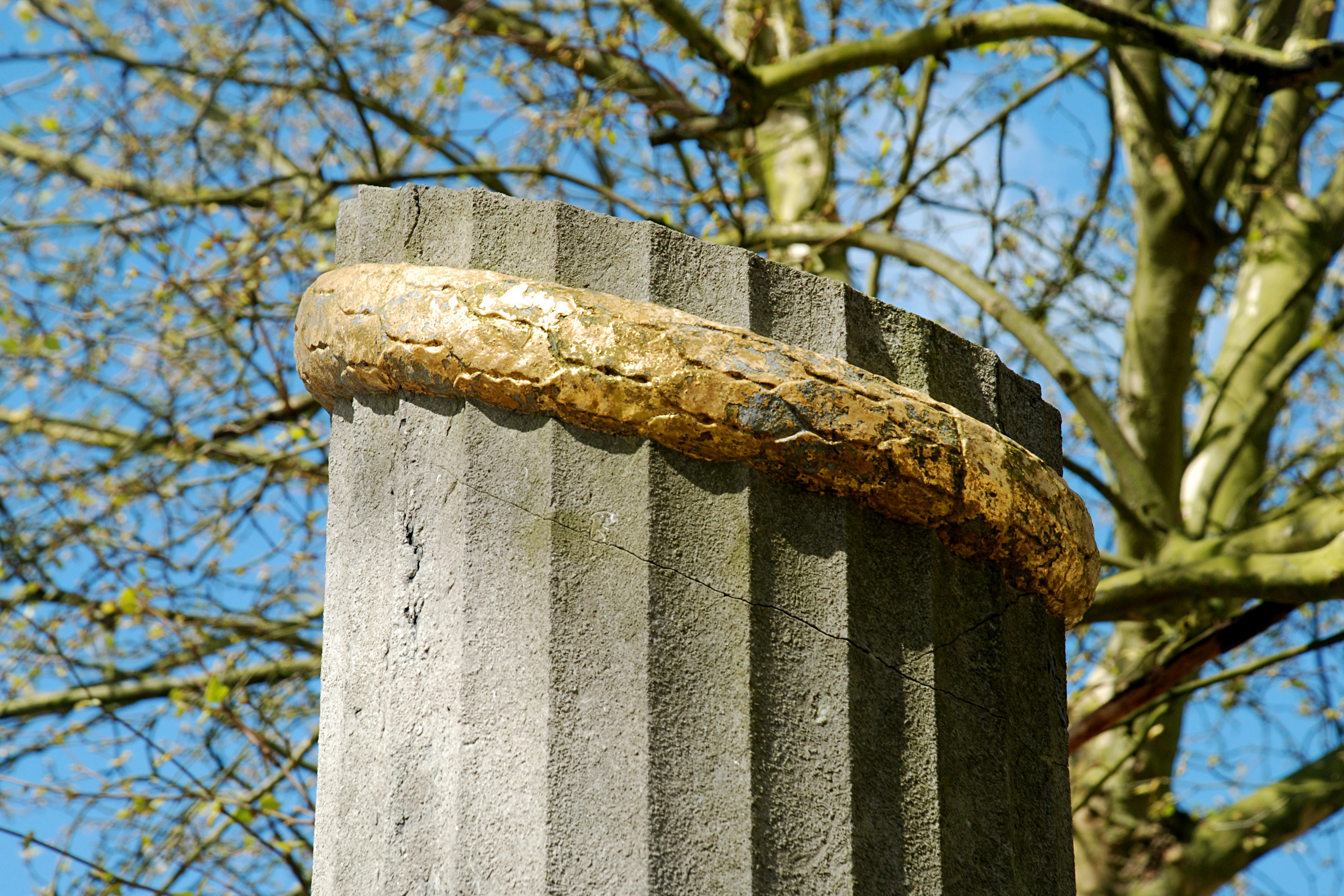
Le sommet de la colonne brisée.

## Historique
Le monument, dédié aux « braves morts pour la patrie » durant la révolution belge de 1830, a été réalisé par le marbrier nivellois Joseph Lanneau et inauguré le 16 décembre 1834 à proximité de la collégiale Sainte-Gertrude de Nivelles.
Déplacée au cimetière Saint-Pierre en 1848, la colonne fut ramenée à son emplacement initial en 1905 et transférée sur l’esplanade du Souvenir (rue de Saintes) en septembre 1984.
Une cérémonie est organisée chaque année devant le monument depuis 1944.

## Description
Le monument est une stèle commémorative de style néo-classique  réalisée en pierre bleue et haute d'environ 3 m.
Il est constitué d'un piédestal carré en pierre bleue comportant un large socle, un tronc orné d'inscriptions dorées, une corniche et trois degrés qui portent une colonne brisée ornée de cannelures et ceinte d'une couronne de laurier dorée près de son sommet. Une telle colonne brisée évoque la mort prématurée des hommes fauchés durant les combats.
Sur la face sud-ouest du piédestal est gravé un hommage aux morts de 1830 :

« Aux Braves
  
Morts pour la Patrie

En 1830 »

Sur la face sud-est du piédestal est gravé, en lettres d'or, un texte en latin issu du onzième livre de l'Énéide :

« Ecregias Animas, Quae Sanguine Nobis
  
Hanc Patriam Pepereri Suo, Decorate Supremis

Muneribus….. Eneid.XI.24. »

Ce que l'on peut traduire par : « Que ces âmes généreuses, dont le sang versé nous conquit une patrie nouvelle, reçoivent vos derniers adieux et vos tributs funèbres »

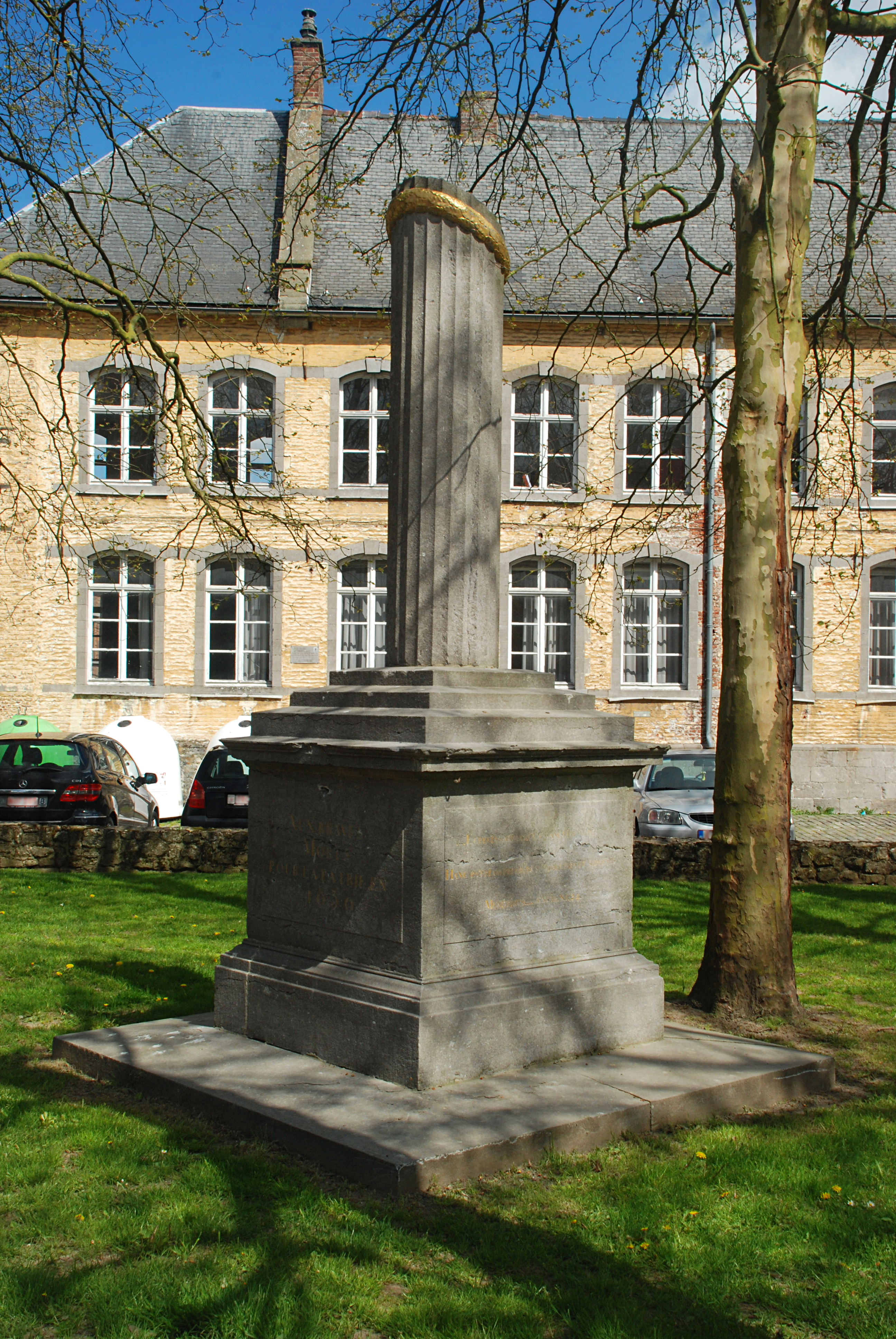
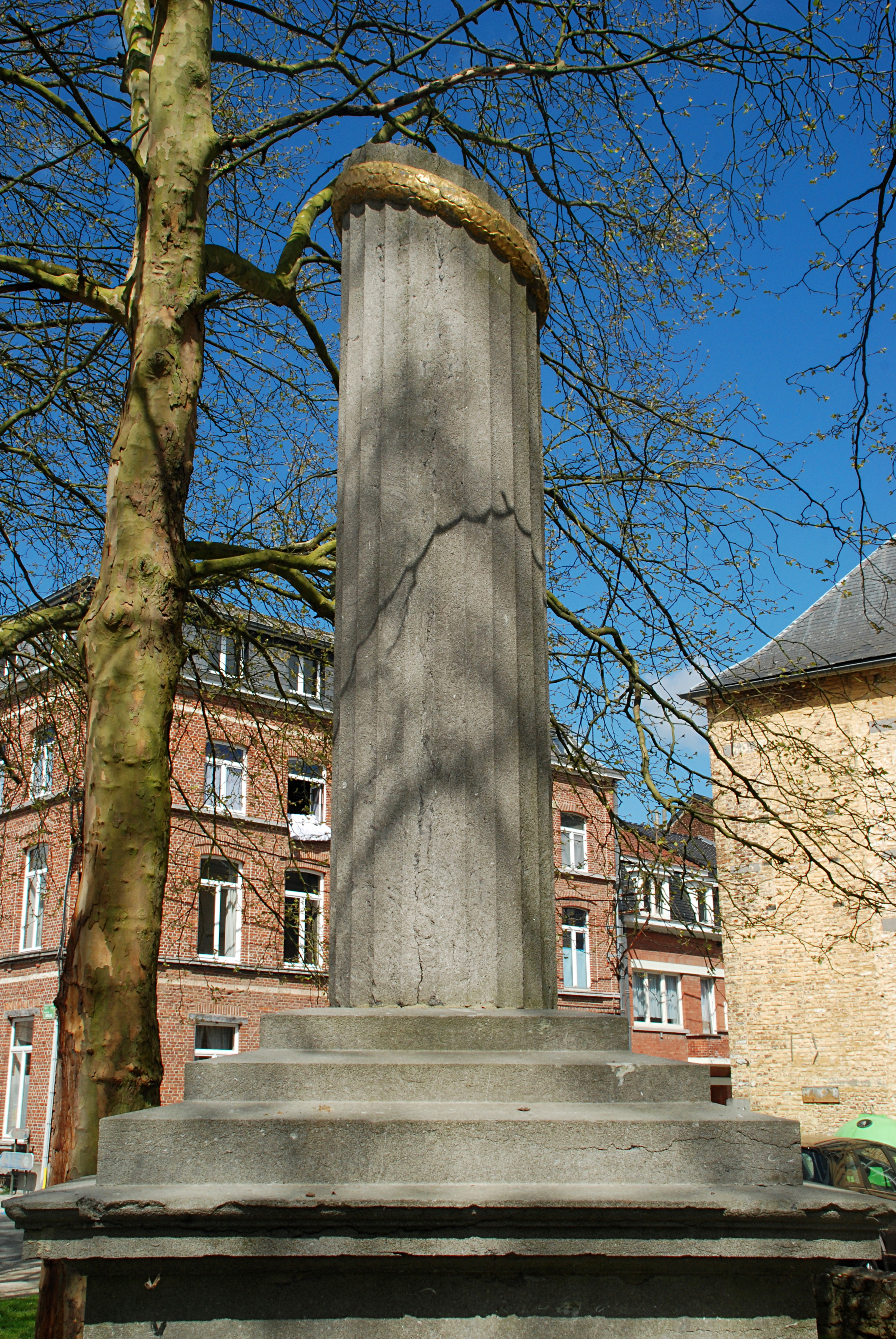
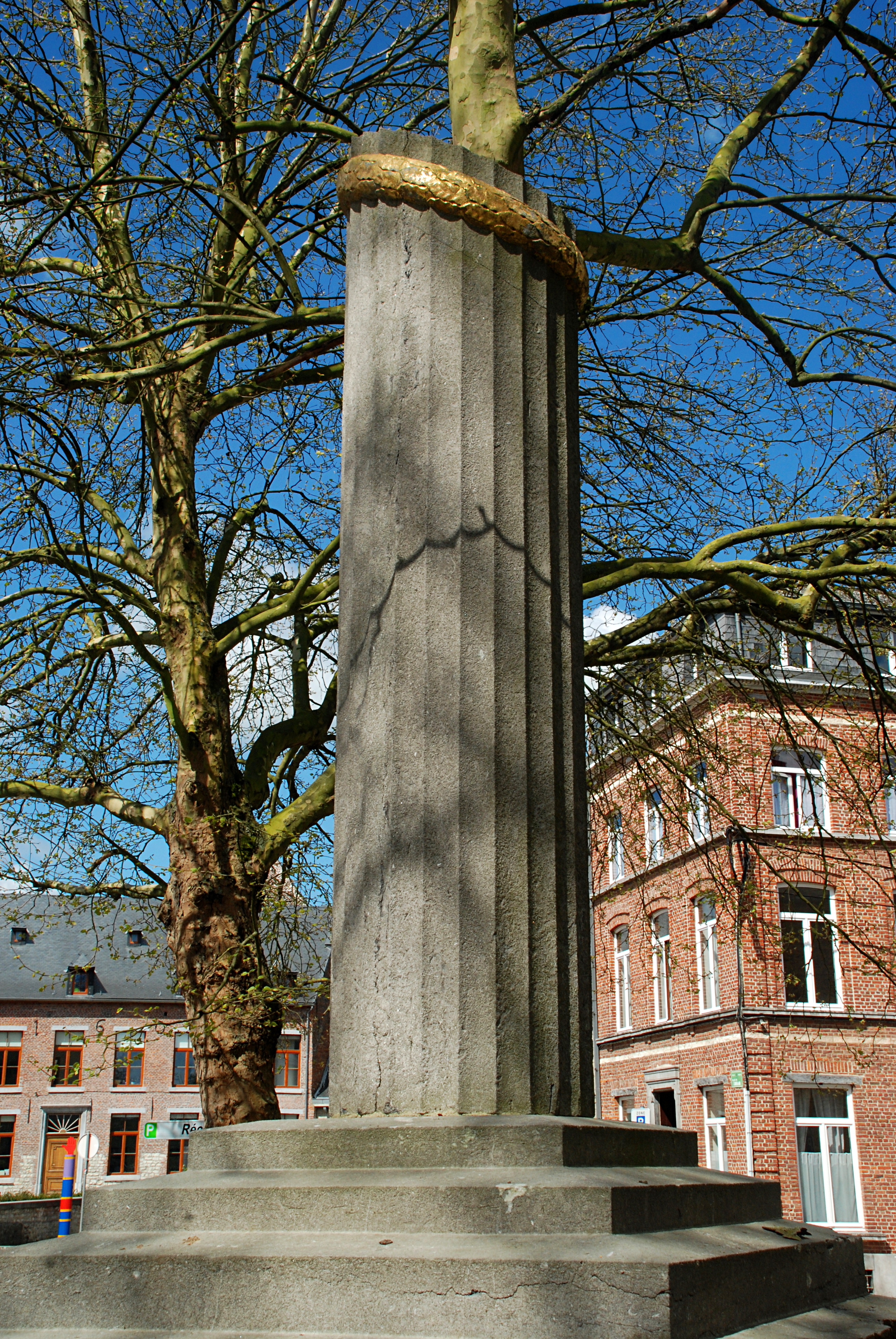
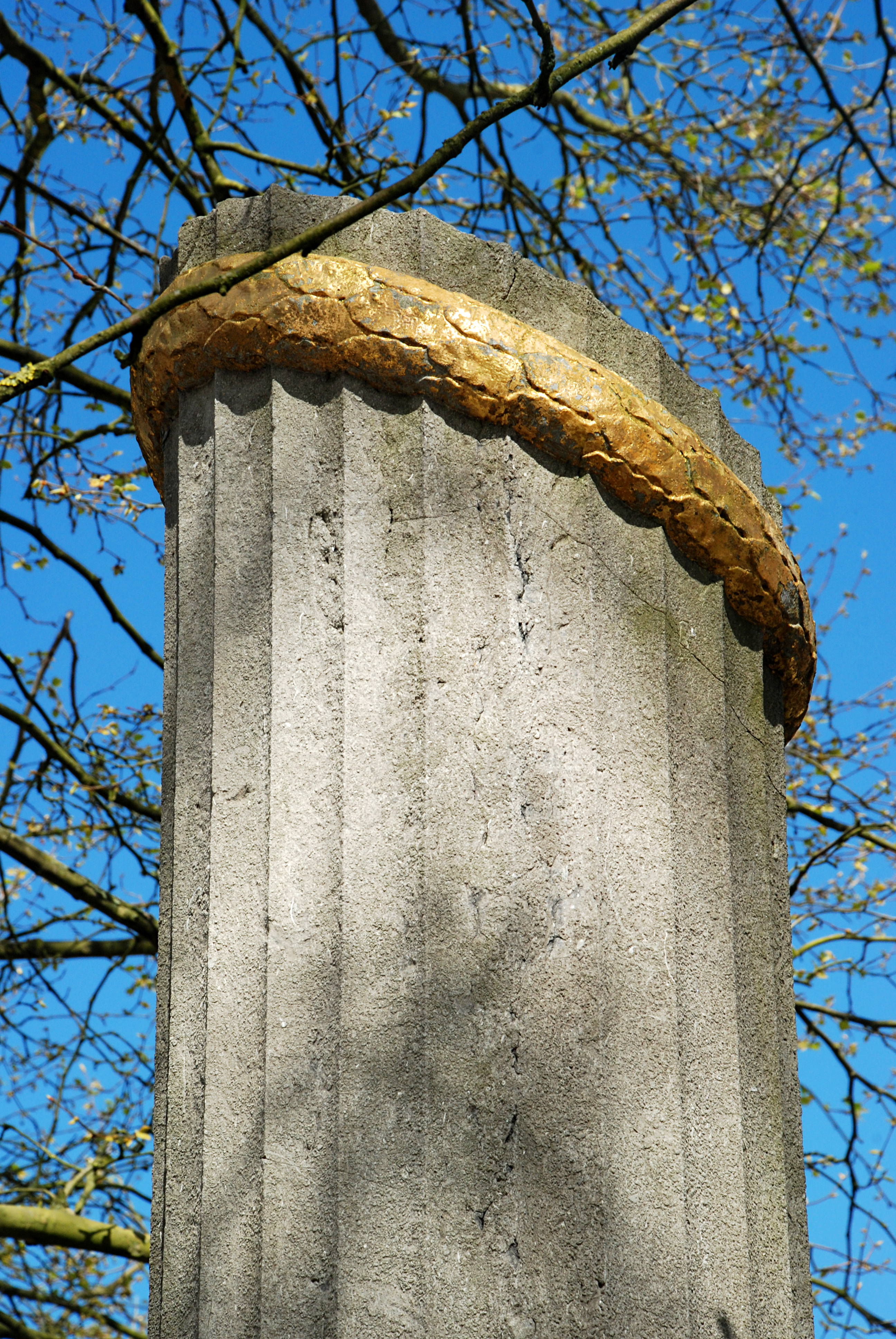